# Kloubní hra
Kloubní hra, neboli „kloubní vůle“ (angl. „joint-play“), je fyziologická kloubní vůle. Tento termín poprvé použil J. Mc Mennell, (1952), a popsal jím pohyb, který neodpovídá pohybu vyvolanému vlastními svaly kloubu, lze jej vyvolat pouze vnější silou. Obvykle jde o lehké posuny hlavic kloubu proti sobě a jejich lehké oddalování (distrakce). Měla by být součástí kineziologického vyšetření fyzioterapeutů.
Určitá kloubní vůle je potřebná pro fyziologickou kluznost kloubních struktur a hodí se ji do určité míry docílit manipulační terapií, zejména v raných fázích kloubních artróz. Má význam pro uchování elasticity a výživu chrupavek, menisků, kloubních pouzder, tíhových váčků, šlach, svalů aj.